# Irvine (Califòrnia)
Irvine és una ciutat ubicada al Comtat d'Orange a Califòrnia, Estats Units d'Amèrica, de 212.793 habitants segons el cens de l'1 de gener del 2009 i amb una densitat de 1.184,2 per km². Irvine és la 91a ciutat més poblada del país. Es troba a uns 70 quilòmetres per carretera de Los Angeles, i a uns 700 de la capital d'estat, Sacramento. L'actual alcalde és Farrah N. Khan.

## Ciutats agermanades
- Hermosillo, Mèxic
- Tsukuba, Japó
- Taoyuan, Taiwan